# Championnat de Géorgie de football 2005-2006
Navigation
Saison précédente Saison suivante
La saison 2005-2006 du Championnat de Géorgie de football était la 17e édition de la première division géorgienne. Le championnat, appelé Umaglesi Liga, regroupe les seize meilleurs clubs géorgiens au sein d'une poule unique, où les équipes se rencontrent deux fois dans la saison, à domicile et à l'extérieur. À la fin la saison, les deux derniers du classement sont directement relégués en D2 et les 13e et 14e affrontent les 3e et 4e de Pirveli Liga.
Le club de Sioni Bolnissi remporte le premier titre de champion de son histoire en terminant en tête du classement cette année, avec 5 points d'avance sur le WIT Georgia Tbilissi et 9 sur le tenant du titre, le FC Dinamo Tbilissi.

## Les 16 clubs participants
- FC Dinamo Tbilissi
- Kolkheti 1913 Poti
- Torpedo Koutaïssi
- Dinamo Batoum
- Lokomotiv Tbilissi
- FC Tbilissi
- Sioni Bolnissi
- Dila Gori
- WIT Georgia Tbilissi
- FC Zestafoni

Promus de Pirveli Liga :
- Ameri Tbilissi
- FC Borjomi
- Spartak Tbilissi
- Kakheti Telavi
- FC Tskhinvali
- Dinamo Soukhoumi

## Compétition

### Classement
Le barème de points servant à établir le classement se décompose ainsi :
- Victoire : 3 points
- Match nul : 1 point
- Défaite : 0 point

| Rang | Équipe                 | Pts | J  | G  | N | P  | Bp | Bc | Diff |
| ---- | ---------------------- | --- | -- | -- | - | -- | -- | -- | ---- |
| 1    | Sioni Bolnissi         | 73  | 30 | 23 | 4 | 3  | 57 | 17 | +40  |
| 2    | WIT Georgia Tbilissi   | 68  | 30 | 21 | 5 | 4  | 53 | 17 | +36  |
| 3    | FC Dinamo Tbilissi (T) | 64  | 30 | 20 | 4 | 6  | 61 | 22 | +39  |
| 4    | FC Zestafoni           | 61  | 30 | 18 | 7 | 5  | 44 | 22 | +22  |
| 5    | FC Borjomi (P)         | 59  | 30 | 19 | 2 | 9  | 50 | 26 | +24  |
| 6    | Dinamo Batoum          | 58  | 30 | 17 | 7 | 6  | 42 | 21 | +21  |
| 7    | Ameri Tbilissi (P) (C) | 49  | 30 | 15 | 4 | 11 | 32 | 26 | +6   |
| 8    | Lokomotiv Tbilissi     | 37  | 30 | 11 | 4 | 15 | 41 | 48 | -7   |
| 9    | Kakheti Telavi (P)     | 34  | 30 | 10 | 4 | 16 | 33 | 46 | -13  |
| 10   | Kolkheti 1913 Poti     | 32  | 30 | 9  | 5 | 16 | 26 | 36 | -10  |
| 11   | Dila Gori              | 31  | 30 | 9  | 4 | 17 | 35 | 44 | -9   |
| 12   | Torpedo Koutaïssi      | 30  | 30 | 8  | 6 | 16 | 28 | 42 | -14  |
| 13   | FC Tbilissi            | 29  | 30 | 9  | 2 | 19 | 13 | 46 | -33  |
| 14   | FC Tskhinvali (P)      | 27  | 30 | 8  | 3 | 19 | 30 | 61 | -31  |
| 15   | Dinamo Soukhoumi (P)   | 18  | 30 | 5  | 3 | 22 | 26 | 70 | -44  |
| 16   | Spartak Tbilissi (P)   | 15  | 30 | 3  | 6 | 21 | 12 | 57 | -45  |

|  | Qualification pour la Ligue des champions 2006-2007                                      |
|  | Qualification pour la Coupe UEFA 2006-2007                                               |
|  | Qualification pour la Coupe Intertoto 2006                                               |
|  | Participation au barrage de promotion-relégation                                         |
|  | Relégation directe en Pirveli Liga                                                       |
|  | (T) : Tenant du titre (C) : Vainqueur de la Coupe de Géorgie (P) : Promu de Pirveli Liga |

### Matchs

#### Barrages de promotion-relégation
| Équipe 1           | Résultat   | Équipe 2               |
| ------------------ | ---------- | ---------------------- |
| FC Tbilissi (D1)   | 4 - 1      | Meshakre Agara (D2)    |
| FC Tskhinvali (D1) | 2 - 1 a.p. | FC Gagra Tbilissi (D2) |

## Bilan de la saison
| Championnat de Géorgie de football 2005-2006            |                            |
| Champion                                                | Sioni Bolnissi (1er titre) |
| Coupes et trophées                                      |                            |
| Vainqueur de la Coupe de Géorgie 2005-2006              | Ameri Tbilissi             |
| Qualifications continentales                            |                            |
| Ligue des champions 2006-2007 1er tour de qualification | Sioni Bolnissi             |
| Coupe UEFA 2006-2007                                    | Ameri Tbilissi             |
| Coupe UEFA 2006-2007                                    | WIT Georgia Tbilissi       |
| Coupe Intertoto 2006                                    | FC Dinamo Tbilissi         |
| Promotions et relégations                               |                            |
| Promus en Umaglesi Liga                                 | FC Merani Tbilissi         |
| Promus en Umaglesi Liga                                 | FC Chikhura Sachkhere      |
| Relégués en Pirveli Liga                                | Spartak Tbilissi           |
| Relégués en Pirveli Liga                                | Dinamo Soukhoumi           |